# Wskaźnik intensywności zabudowy
Wskaźnik intensywności zabudowy – stosunek powierzchni budynków do powierzchni gruntu na danym terenie.

## Obliczanie
Jako wskaźnik intensywności zabudowy (I) przyjmuje się stosunek powierzchni całkowitej budynku (Pc – suma powierzchni wszystkich kondygnacji nadziemnych mierzonych na poziomie posadzki po obrysie zewnętrznym budynku z uwzględnieniem tynków, okładzin i balustrad) do powierzchni działki/terenu (Pt): {\displaystyle I={\frac {P_{c}}{P_{t}}}}

## Zastosowanie
Minimalną i maksymalną intensywność zabudowy obowiązkowo określa miejscowy plan zagospodarowania przestrzennego i jest ona zdefiniowana jako stosunek powierzchni całkowitej zabudowy (czyli suma powierzchni całkowitej wszystkich budynków na działce) do powierzchni działki budowlanej. Ustalanie wskaźnika minimalnego ma na celu racjonalne wykorzystanie działek pod zabudowę i optymalizację nakładów kosztów budowy miejskiej infrastruktury technicznej i społecznej. Z kolei ustalenie wskaźnika maksymalnego ma chronić walory środowiska przyrodniczego lub zapewniać korzystne warunki użytkowania terenu o określonym przeznaczeniu.